# Hicetia goeldiana
Hicetia goeldiana es una especie de mantis de la familia Mantidae.

## Distribución geográfica
Se encuentra en Brasil y en la Guyana.